# GOG
Gudme Oure Gudbjerg Håndbold, bekannt als kurz GOG, ist ein dänischer Handballverein aus Gudme in der Nähe von Svendborg.

## Geschichte
Der Club wurde am 1. Mai 1973 durch den Zusammenschluss der Vereine Gudbjerg und OG Håndbold (Oure und Gudme) nahe der dänischen Stadt Svendborg gegründet.

## Frauen
1985 stieg die Damen-Abteilung in die oberste dänische Liga auf. Seit dem Sommer 2010 arbeiteten die Damen-Abteilungen von GOG und Odense Håndbold zusammen. Die Vereine traten anschließend gemeinsam als Odense GOG an. Derzeit spielt GOGs Damenteam in der 1. Division unter dem Namen Gudme HK.

### Erfolge
- Dänischer Meister: 1990, 1991, 1992, 1993
- Dänischer Pokalsieger: 1988, 1989, 1991, 1992, 2000, 2005

### Bekannte Spielerinnen
Bekannte Spielerinnen waren Ditte Andersen, Olga Assink, Elly an de Boer, Heidi Bruun, Natasja Burgers, Berit Bogetoft, Monique Feijen, Conny Hamann-Boeriths, Tina Bøttzau, Jette Hansen, Rikke Hørlykke, Anette Hovind Johansen, Anna Karejewa, Winnie Mølgaard, Lene Lund Nielsen, Trine Nielsen, Line Jørgensen, Kamilla Kristensen, Maibritt Kviesgaard, Gitte Madsen, Louise Lyksborg, Susanne Astrup Madsen, Kathrine Heindahl, Ragnhild Aamodt, Linnea Torstenson, Inna Suslina, Louise Pedersen, Ana Razdorov-Lyø, Gitte Sunesen, Pearl van der Wissel, Joyce Hilster, Jasmina Janković, Mette Sjøberg und Saskia Mulder.

## Männer
Die Herren-Abteilung stieg 1987 in die höchste dänische Liga auf und zählte in der Folgezeit zu deren Spitzenteams. 2005 fusionierte der Club mit Svendborg TGI nahm den Namen GOG Svendborg TGI an. Während der Saison 2009/10 musste die Spielbetriebsgesellschaft am 26. Januar 2010 Konkurs anmelden, weshalb die Herrenmannschaft vom Spielbetrieb zurückgezogen werden musste. Es folgten der Zwangsabstieg in die dritte Spielklasse und die Rückkehr zum alten Namen. GOG Håndbold gelang im März 2013 die Rückkehr zur Erstklassigkeit. Die Saison 2019/20 wurde als Tabellenzweiter abgeschlossen. In der Saison 2021/22 wurde GOG Erster der Hauptrunde und setzte sich in der Folge im Endspiel gegen den Titelverteidiger Aalborg Håndbold durch. In der Spielzeit 2022/23 wiederholte man diesen Triumph.

### Erfolge
- Dänischer Meister: 1992, 1995, 1996, 1998, 2000, 2004, 2007, 2022, 2023
- Dänischer Pokalsieger: 1990, 1991, 1992, 1995, 1996, 1997, 2002, 2003, 2005, 2019, 2022, 2023

### Bekannte Spieler
Zu den bekannten, teils ehemaligen, Spielern gehören:
- Oscar Bergendahl
- Torbjørn Bergerud
- Joachim Boldsen
- Anders Eggert
- Mathias Gidsel
- Nicklas Grundsten
- Snorri Guðjónsson
- Ásgeir Örn Hallgrímsson
- Viktor Gísli Hallgrímsson
- Mikkel Hansen
- Nikolaj Bredahl Jacobsen
- Emil Manfeldt Jakobsen
- Magnus Jernemyr
- Gøran Søgard Johannessen
- Magnus Jøndal
- Klavs Bruun Jørgensen
- Lukas Jørgensen
- Niclas Kirkeløkke
- Torsten Laen
- Emil Lærke
- Emil Wernsdorf Madsen
- Aaron Mensing
- Thomas Mogensen
- Kasper Nielsen
- Morten Olsen
- Simon Pytlick
- Søren Stryger
- Lasse Svan
- Jerry Tollbring
- Anders Zachariassen